# Macropodus lineatus
Macropodus lineatus — тропічний прісноводний вид лабіринтових риб з родини осфронемових (Osphronemidae), підродина макроподові (Macropodusinae).
Поширений у В'єтнамі, провінція Куангбінь.
Видова назва lineatus означає «вкритий лініями», «смугастий».
2005 року в третьому томі видання «Прісноводні риби В'єтнаму» в'єтнамські вчені описали чотири нові види макроподів (M. baviensis, M. lineatus, M. oligolepis і M. phongnhaensis). Описи не містять додаткової інформації, за якими ознаками новий вид відрізняється від вже описаних. Наведено лише деякі критерії розмежування нових видів. Оскільки текст написаний в'єтнамською, нелегко визначити його основні пункти. Незважаючи на ретельний підхід, можливість помилок перекладу з цієї екзотичної мови не може бути повністю виключена.
Таксон був описаний на основі п'яти зразків, найбільший із яких мав стандартну (без хвостового плавця) довжину 51,5 мм. Основними діагностичними ознаками М. lineatus є вирізаний хвостовий плавець, 5-6 смуг на тілі, формула плавців D XII, 6-7, A XIX-XXII,11-12, у бічній лінії 27-29 лусок. Крім того, початок спинного плавця розташований далі за початок анального плавця, а початок грудних плавців — на одній вертикальній лінії з початком черевних плавців. Ще оригінальний опис містить зроблений вручну малюнок із зображенням риби, який не має інформаційної цінності.
Можливо, Macropodus lineatus є лише синонімом Macropodus erythropterus.